# Associazione Sportiva Fanfulla 1914-1915
Questa voce raccoglie le informazioni riguardanti l'Associazione Sportiva Fanfulla nelle competizioni ufficiali della stagione 1914-1915.

## Stagione
La gioventù lodigiana è molto prolifica a Lodi. In un articolo apparso su un settimanale locale titolato "Situazione calcistica a Lodi", si contano più di 500 calciatori considerando il Circolo Carlo Pallavicino, il Fanfulla e gli studenti dei collegi Cazzulani, Cavour, La Marmora e S.Francesco.
All'inizio della Grande Guerra la situazione non è preoccupante vista la partenza dei calciatori più anziani. Al loro posto, fra i più attivi, il Professor Francesco Miglio il quale surrogò alla presidenza Paolo Bonomi.
In un articolo celebrante gli atleti morti in guerra, dell'A.S. Fanfulla appartenenti alla sezione calcio si conta soltanto la dipartita di 3 giocatori della squadra riserve: Pietro Mario Bardella (Lodi, 31 maggio 1896 - Monte Grappa, 15 giugno 1918), Renzo De Vecchi (Linate al Lambro, 23 ottobre 1896 - Passo dei Camosci (Ortler) 14 giugno 1916 - Medaglia d'argento al V.M. e già calciatore del Circolo Carlo Pallavicino ed Insubria Goliardo (di Milano) e Ferdinando Guido Leardi (Codogno, 24 settembre 1893 - Trento 5 dicembre 1918 nel 213º ospedaletto da campo).
Il 26 aprile 1915 viene inaugurato il "Campo Verde", campo destinato ad ospitare le formazioni giovanili. Il campo fu trasformato riciclando un ex cimitero di Lodi, ora (nel 1972) lo spazio è occupato dalle Officine Adda.

## Rosa
| N. |                   | Ruolo | Calciatore               |
| -- | ----------------- | ----- | ------------------------ |
|    | Italia (bandiera) | P     | F. Arghenini             |
|    | Italia (bandiera) |       | Pietro Mario Bardella    |
|    | Italia (bandiera) | C     | Paolo Besana             |
|    | Italia (bandiera) |       | Bevilacqua               |
|    | Italia (bandiera) | A     | Cabrini (I)              |
|    | Italia (bandiera) | C     | T. Caccialanza           |
|    | Italia (bandiera) | D     | A. Caccialanza           |
|    | Italia (bandiera) | C     | Giovanni Carraro         |
|    | Italia (bandiera) |       | Primo Codeluppi          |
|    | Italia (bandiera) | C     | Corbellini               |
|    | Italia (bandiera) | D     | Cozzi                    |
|    | Italia (bandiera) | D     | Cremonesi                |
|    | Italia (bandiera) | A     | Giuseppe Crespi          |
|    | Italia (bandiera) | A     | Giovanni Crosignani (II) |
|    | Italia (bandiera) | A     | Romeo Crosignani (I)     |
|    | Italia (bandiera) |       | Renzo De Vecchi          |
|    | Italia (bandiera) |       | Faverzani                |
|    | Italia (bandiera) | D     | Ferrari                  |

| N. |                   | Ruolo | Calciatore              |
| -- | ----------------- | ----- | ----------------------- |
|    | Italia (bandiera) | C     | Giulini                 |
|    | Italia (bandiera) | A     | Gonzaga                 |
|    | Italia (bandiera) |       | Grandi                  |
|    | Italia (bandiera) | C     | Grazzani                |
|    | Italia (bandiera) | D     | Ferdinando Guido Leardi |
|    | Italia (bandiera) | A     | Lombardi                |
|    | Italia (bandiera) | P     | Egidio Malaspina        |
|    | Italia (bandiera) | A     | Manzoni                 |
|    | Italia (bandiera) | D     | Marozzi                 |
|    | Italia (bandiera) | A     | Minoia                  |
|    | Italia (bandiera) | C     | Antonio Olivari (II)    |
|    | Italia (bandiera) | D     | Giuseppe Postini        |
|    | Italia (bandiera) | C     | Bassano Sianesi         |
|    | Italia (bandiera) |       | Sonvico                 |
|    | Italia (bandiera) | C     | Spelta                  |
|    | Italia (bandiera) | C     | Carlo Uggè (I)          |
|    | Italia (bandiera) | C     | Paolo Uggè (II)         |
|    | Italia (bandiera) | P     | Luigi Vitali            |